# Остролодочник шишковидный
Остролодочник шишковидный (лат. Oxytropis strobilacea) — многолетнее травянистое наземное растение, типовой вид рода Остролодочник (Oxytropis) семейства Бобовые (Fabaceae).

## Ботаническое описание

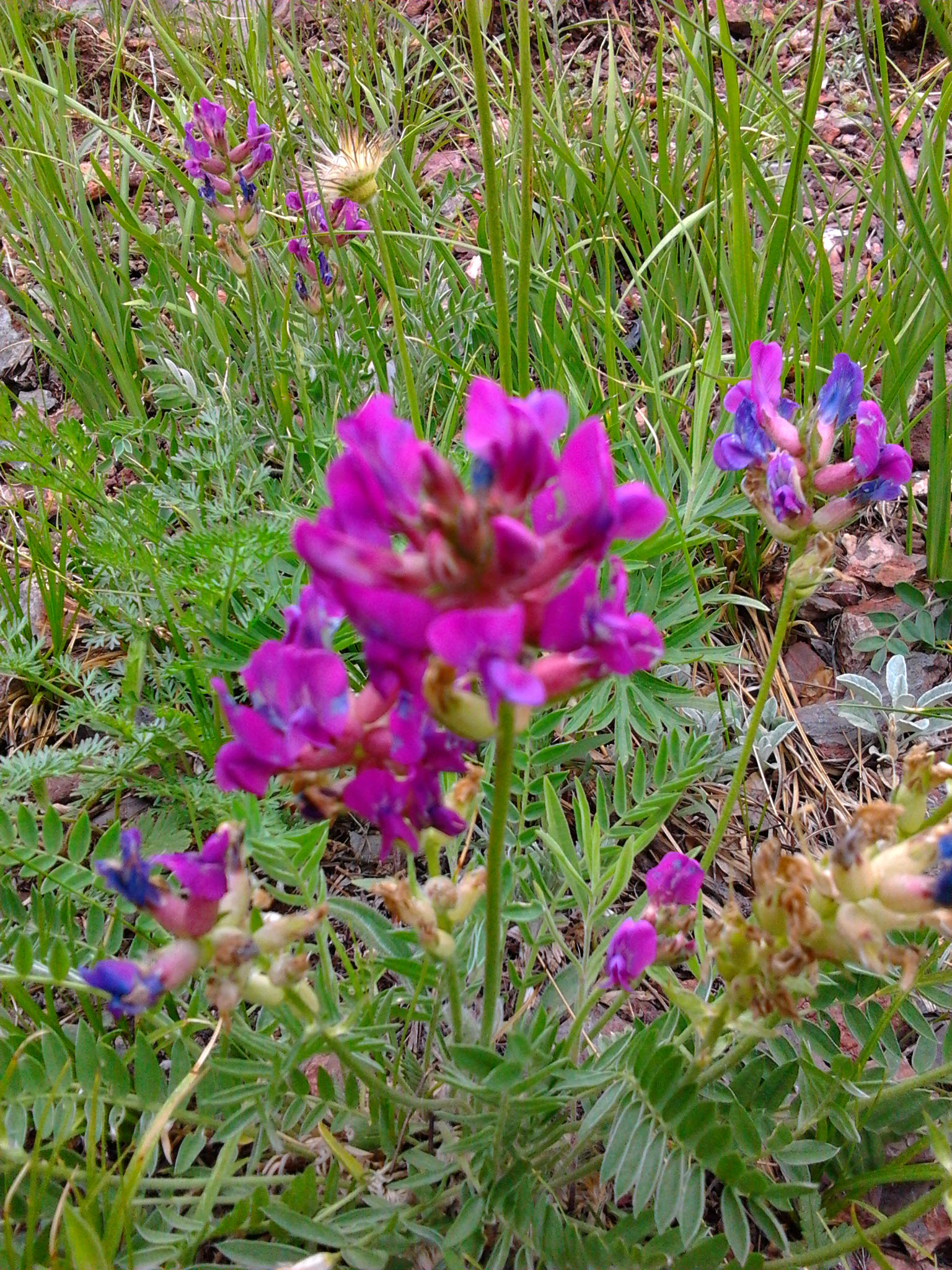
Цветки

Бесстебельные растения 5—26 см высотой, образующие плотные дерновинки. Прилистники перепончатые, продолговато-яйцевидные, в нижней части приросшие к черешку, между собой не срастающиеся, негусто длинноволосистые. Листочки в числе 9—12(15) пар, продолговато-яйцевидные, заостренные, 7— 15(20) мм длинной, молодые прижато-беловолосистые, позднее сверху с рассеянными волосками или почти голые, ось листа и черешок покрыты прижатыми и отстоящими волосками. Корень длинный, круглый, уходит глубоко в почву.
Цветоносы прижато и отстояще-беловолосистые, в верхней части с примесью мелких черных волосков. Кисти головчатые или яйцевидные, многоцветковые, плотные, по отцветании значительно удлиняющиеся. Прицветники ланцетные, почти равные чашечке, реже длиннее её, длинноволосистые. Чашечка трубчато-колокольчатая, 9—12 мм длиной, опушена полуприжатыми белыми и мелкими прижатыми черными волосками, зубцы её в 3—4 (в высокогорьях до 5) раза короче трубки. Венчик фиолетово-пурпурный. Флаг продолговато-обратнояйцевидный, 18—20 мм длиной, на верхушке закругленный, реже выемчатый. Лодочка с остроконечием около 1 мм длиной. Цветение во второй половине мая-июле. Бобы кожистые, удлиненно-яйцевидные, 10—20 мм дл., продолговатые, твердокожистые, белые, иногда черные, полуотстоящие волосистые, с широкой перегородкой на брюшном и узкой на спинном швах.

## География
Основной ареал этого вида приурочен к Алтае-Саянскому региону и Прибайкалью: Республика Алтай, Красноярский край, Хакасия, Тува, Иркутская область, Читинская область. За пределами Сибири приводится для Казахстанского Алтая, Дальнего Востока, Монголии и Северного Китая (Положий, 1994[прояснить]).

## Экология
Встречается в равнинных и горных степях, на остепненных лугах, степных и каменистых склонах, в лиственничных и сосновых лесах; в высокогорьях: в лишайниковых и ерниковых тундрах, на альпийских лугах (Положий, 1960; 1994).

## Генетика
Число хромосом: 2n = 16, 32, 64.

## Охранный статус
Является уязвимым видом, требующим охраны, как один из эндемиков приенисейских степей (наряду с такими видами как незабудочник енисейский, тонконог Тона, мятлик Крылова, овсяница сибирская).